# Juan Lafita
Juan Ángel Lafita Garrido (Barcellona, 12 settembre 1958) è un ex calciatore spagnolo, di ruolo centrocampista.

## Biografia
Ha due figli calciatori, Ignacio e Ángel; quest'ultimo ha giocato nel Real Saragozza.

## Carriera
Giocò 18 partite in Primera División con la maglia del Real Saragozza, dal 1978 al 1982.
La prima presenza risale al 10 settembre 1978: allenato da Vujadin Boškov, Lafita esordì entrando in campo all'85' al posto di José Félix Pérez Aguerri in una partita vinta per 2-1 contro il Celta Vigo. Con la squadra aragonese non giocò mai da titolare in campionato.
Nel 1983 passò al CD Castellón, in Segunda División, con cui vinse la Copa de la Liga di Segunda División nella stagione 1983-1984.